# Chingia
Chingia é um género de samambaias pertencentes à família Thelypteridaceae.
As espécies deste género podem ser encontradas na Malásia.

## Espécies
Espécies (lista incompleta):
- Chingia acutidens Holttum
- Chingia atrospinosa (C.Chr. ex Kjellb. & C.Chr.) Holttum
- Chingia australis Holttum